# Carmelia Maissen
Carmelia Maissen (* 8. März 1977 in Sevgein) ist eine Schweizer Politikerin (Die Mitte, vormals CVP). Sie ist seit 2022 Regierungsrätin des Kantons Graubünden.

## Politische Laufbahn
Im Mai 2022 wurde Maissen zur Regierungsrätin des Kantons Graubünden gewählt. Sie ist Vorsteherin des Departements für Infrastruktur, Energie und Mobilität. Ab 2018 war sie Gemeindepräsidentin der Gemeinde Ilanz/Glion und Präsidentin der Kommission für Wirtschaft und Abgaben. Maissen war Grossrätin des Kantons Graubünden und Mitglied Regionalausschuss Regiun Surselva. Die Bündnerin war Mitglied des Gemeindeparlaments Ilanz/Glion und auch dessen Präsidentin (2013–2016). Zudem war sie von 2008 bis 2015 Mitglied im Regionalparlament Surselva. Die Bürger von Castrisch wählten sie 2013 zur ersten Präsidentin. Von 2004 bis 2006 war sie Mitglied der Nutzungsplanungskommission der Gemeinde Sevgein. Ihre ersten politischen Erfahrungen sammelte sie mit 20 Jahren in der Planungskommission von Sevgein.

## Beruflicher Werdegang
Nach ihrem Architekturstudium an der ETH Zürich arbeitete Maissen von 2003 bis 2006 als Assistentin in Lehre und Forschung am Departement Architektur der ETH Zürich. Anschliessend war sie als freischaffende Architekturwissenschaftlerin tätig. Unter anderem hatte sie einen Lehrauftrag im Rahmen des Studiengangs «Bauen und Gestalten» an der Fachhochschule Graubünden (ehemals HTW Hochschule für Technik und Wirtschaft) in Chur. Maissen war von 2009 bis 2011 als wissenschaftliche Mitarbeiterin der Kommissionen für Umwelt, Raumplanung und Energie (UREK) sowie für Wirtschaft und Abgaben (WAK) bei den Parlamentsdiensten in Bern tätig. Danach kehrte sie nach Graubünden zurück. Von 2011 bis 2015 leitete sie die Regionalentwicklung der RegioViamala in Thusis. Die Bündnerin leitete von 2016 bis 2017 Projekte bei der Sofies-Emac AG in Zürich.

## Weitere Tätigkeiten
- Stiftungsrätin Wirtschaftsforum Graubünden, seit 2020
- Mitglied Vorstand Grossratsfraktion CVP/Die Mitte Graubünden, seit 2020
- Stiftungsrätin des Schweizerischen Forschungsinstituts für Hochgebirgsklima und Medizin Davos, Vertreterin des Kantons Graubünden, seit 2019
- Mitglied Vorstand Schweizerischer Gemeindeverband, Bern, seit 2019
- Mitglied Fachbeirat Bau, Fachhochschule Graubünden, seit 2019
- Verwaltungsrätin Surselva Tourismus AG, seit 2018
- Mitglied Vorstand Bündner Vereinigung für Raumentwicklung BVR, seit 2017
- Mitglied Vorstand SanaSurselva, seit 2017
- Mitglied Verwaltungsrat Raiffeisenbank Surselva, 2014–2017
- Mitglied Vorstand Kreispartei CVP/Die Mitte Foppa, seit 2012
- Stiftungsrätin des Museum Regiunal Surselva, 2008–2017
- Surselva, Ilanz, Leitung des Programmausschusses, 2007–2017
- Leitung Arbeitsgruppe Orts- und Raumplanung, CVP Kreis Ilanz, 2008
- Mitglied der Arbeitsgruppe «Projekt-Vision Bogn Engiadina, Scuol», 2006[3]

## Ausbildung
Nach der Wirtschaftsmatura an der Klosterschule Disentis/Mustér (1992–1997) absolvierte Maissen ein Architekturstudium an der ETH Zürich (1997–2003). Anschliessend doktorierte sie von 2006 bis 2011 an der Universität Zürich. Das Thema lautete: Siedlungsentwicklung in Graubünden in der Nachkriegszeit. Ein Jahr später promovierte sie an der Universität Zürich.

## Familie
Maissen ist in einer politischen Familie aufgewachsen. Ihr Vater, Theo Maissen, war ebenfalls politisch tätig. Er war Gemeindepräsident von Sevgein, Mitglied im Grossen Rat des Kantons Graubünden und Ständerat (1995 bis 2011). Zudem war er während zehn Jahren Präsident der CVP Graubünden. Maissens Mutter engagierte sich ebenfalls während vieler Jahre im Gemeindevorstand. Maissen hat zwei Geschwister. Sie ist verheiratet und lebt in Castrisch.